# 穆朱爾
穆朱爾是土耳其的城鎮，由克爾謝希爾省負責管轄，位於該國中部，面積1,088平方公里，海拔高度1,100米，主要經濟活動是農業，2011年人口12,402。

## 外部連結
- District municipality's official website （土耳其文）

39°03′49″N 34°22′42″E / 39.06361°N 34.37833°E